# Traversata infernale
(dal paragrafo 79)
Traversata infernale (titolo originale Fire on the Water) è un librogame dello scrittore inglese Joe Dever, pubblicato nel 1984 a Londra dalla Arrow Books e tradotto in numerose lingue del mondo.
È il secondo dei volumi pubblicati della saga Lupo Solitario.
La prima edizione italiana, del 1985, fu a cura della Edizioni EL. Nell'aprile 2008 la Mongoose Publishing ha pubblicato l'opera in edizione expanded, con un'avventura bonus scritta di Vincent N. Darlage, intitolata La corona di Re Alin IV.

## Trama
Lupo Solitario, unico superstite della distruzione dell'ordine dei Cavalieri Ramas, viene incaricato da re Ulnar di Sommerlund di recarsi a Durenor per recuperare la Spada del Sole, arma leggendaria che può essere la salvezza della città di Holmgard, messa sotto assedio dalle truppe dei Signori delle Tenebre. In cambio dovrà riportare indietro il Sigillo di Hammerdal, anello d'oro con inciso il sigillo di Durenor che simboleggia il patto d'alleanza esistente tra i due regni. Il giovane accolito Ramas ha solo quaranta giorni di tempo per compiere la complicatissima missione prima che la capitale ceda agli attacchi delle truppe nemiche. Lupo Solitario partirà da Holmgard sulla nave "Freccia Blu" che attraverserà il Golfo di Holm, ma purtroppo il nemico è già al corrente della sua missione: il nostromo della nave viene assassinato prima della partenza da dei sicari che cercano di uccidere anche il giovane Ramas. Durante il viaggio la nave, comandata dal capitano Kelman, dopo vari tentativi di sabotaggio naufraga, solo Lupo Solitario si salva. Rimasto solo, il giovane accolito si troverà sulla costa delle Terre Selvagge. Il Ramas le attraverserà passando per Ragadorn seguito però da un assassino al soldo dei Signori delle Tenebre. Lupo Solitario riuscirà a scappare da lui nel villaggio di Gorn Cove. Il sommerliano poi arriverà a Port Bax, nel Durenor e aiutato dal Maresciallo Rygar arriverà a Hammerdal (pur contrastato dagli Helgast) dove prenderà la Spada del Sole e avviserà gli alleati della guerra.
Successivamente Durenor allestirà una flotta da guerra che raggiungerà il Golfo di Holm,ma ad attendere i durenesi ci sarà il mago oscuro Vonatar con una flotta di navi affondate (tra cui la "Freccia Blu") e morti viventi. Lupo Solitario sconfiggerà il sortilegio di Vonatar grazie alla Spada del Sole e l'esercito di Durenor sbarcherà a un'Holmgard assediata dai Signori delle Tenebre.
Lupo Solitario alzerà la Spada del Sole e un raggio di sole partirà dalla spada. Il raggio ucciderà  l'Arcisignore delle Tenebre Zagarna e l'esercito delle tenebre si ritirerà da Sommerlund, sconfitto dagli eserciti sommerliano e durenese.

### Edizione expanded
Nell'edizione rinnovata è presente una mini-avventura (71 paragrafi) intitolata La corona di Re Alin IV. Ne è protagonista il Gran Maresciallo Rygar, nobile cavaliere della Montagna Bianca, che ha aiutato Lupo Solitario nell'avventura principale, sacrificando anche la sua vita. L'avventura bonus si svolge due anni prima: Rygar si mette a caccia del ladro che ha rubato il prezioso artefatto che dà il titolo al racconto-game.

## Sistema di gioco
Lupo Solitario può contare su doti tattiche (Combattività) e fisiche (Resistenza). Inoltre, può sfruttare l'apprendimento di 5 (più una aggiuntiva se ha completato il primo volume, I Signori delle Tenebre) tra le 10 Arti Ramas che forniscono un importante aiuto a seconda delle situazioni: Mimetismo, Caccia, Sesto senso, Orientamento, Guarigione, Scherma, Psicoschermo, Psicolaser, Affinità animale, Telecinesi. Gli oggetti raccolti sono contenuti in uno zaino, ad eccezione degli oggetti "speciali". Il denaro, in Corone d'oro, è contenuto in una borsa.
I combattimenti si svolgono confrontando in primis i punteggi di Combattività di Lupo Solitario e dell'avversario, che generano un rapporto di forza positivo, negativo o neutro. Il lettore estrae un numero dalla "Tabella del Destino" (che equivale a un d10) e nella tabella Risultati di combattimento incrocia quella riga alla colonna del corrispondente rapporto di forza di quel combattimento, togliendo punti di Resistenza a se stesso e/o all'avversario.

## Luoghi

### Holmgard
La capitale del regno di Sommerlund. Provvista di grandi mura resisterà 37 giorni di assedio per cui molti edifici verranno danneggiati dall'artiglieria nemica. Qui morirà Zagarna, l'Arcisignore delle Tenebre, ucciso da Lupo Solitario.

### Mare di Kalt
È un grande mare su cui si affacciano Sommerlund, Durenor e le Terre Desolate.
Queste acque sono infestate dall'esercito delle Tenebre e da pirati Lakuri.

### Ragadorn
Capitale delle Terre Desolate, è una squallida città portuale che sorge sul fiume Dorn che la divide e il mare di Kalt: conta 19 000 abitanti sottomessi dal Signore della città, Lachlan.

### Gorn Cove
Piccolo villaggio delle Terre Desolate al confine con Durenor. Abitato da uomini e Zall. Qui Lupo Solitario scapperà dal misterioso killer che lo sta seguendo in una rocambolesca fuga.

### Port Bax
Grande città di Durenor.

### Hammerdal
Capitale del Durenor circondata da possenti montagne, le più alte del Magnamund.

## Personaggi

### Capitano Kelman
Capitano della "Freccia Blu", la nave che parte da Holmgard verso Port Bax all'inizio della missione. Persona molto autorevole, morirà insieme a tutto l'equipaggio nel naufragio della nave. Lupo Solitario potrà opzionalmente incontrarlo in veste di morto vivente durante la battaglia tra la flotta di Durenor e le navi fantasma rievocate da Vonatar.

### Lachlan
Signore di Ragadorn, è uno spietato boss che impone la sua dittatura nella città portuale. Non viene incontrato da Lupo Solitario, che rischierà opzionalmente di venire catturato dai suoi uomini.

### Ganon, Dorier, Halvork, Viveka e Padre Parsion
Compagni di viaggio di Lupo Solitario nella prima parte del tragitto da Ragadorn a Port Bax, sono rispettivamente: due Cavalieri della Montagna Bianca durenensi (tra di loro sono fratelli), un mercante, un'avventuriera piuttosto abile con le armi e un prete. Uno di loro è al soldo dei Signori delle Tenebre e tenta di uccidere Lupo Solitario che riesce a sfuggirgli nella Baia di Gorn.

### Gran Maresciallo Rygar
Console di Sommerlund, accompagnerà Lupo Solitario da Port Bax verso Hammerdal, ma verranno attaccati dagli Helgast. La pattuglia viene sterminata e Rygar e Lupo Solitario saranno gli unici superstiti. Si separeranno all'imbocco della galleria di Tanarlin, dove qualche giorno dopo il suo corpo senza vita verrà ritrovato, ucciso dagli Helgast. Soldato dotato di una tempra eccezionale, è protagonista dell'avventura bonus della versione "expanded".

### Lord Axim
Uomo di fiducia di Re Alin IV, scorterà Lupo Solitario fino ad Hammerdal e lo affiancherà nella battaglia finale.

### Re Alin IV
Sovrano di Durenor, riceverà il Sigillo di Hammerdal da Lupo Solitario e gli donerà la Spada del Sole.

### Ammiraglio Calfen
Ammiraglio della gigantesca flotta di Durenor, sarà il primo a morire in battaglia.

### Vonatar
Mago di Toran al servizio dei Signori delle Tenebre, è il traditore che ha causato l'attacco al Monastero Ramas. Tutti coloro che cercheranno di uccidere Lupo Solitario durante il libro saranno al suo soldo. È l'artefice del naufragio della "Freccia Blu", che rievocherà insieme ad altre navi fantasma per sconfiggere la flotta di Durenor. L'incontro con Lupo Solitario sarà opzionale e vedrà il giovane Ramas salvarsi da un suo attacco grazie ai poteri della Spada del Sole.

### Signore delle Tenebre Zagarna
Comandante dell'esercito che ha sconfitto i Ramas e che assedia Holmgard, verrà ucciso da un raggio scagliato dalla Spada del Sole al ritorno di Lupo Solitario.

## Oggetti

### Armi
Esistono 9 armi canoniche nei librigame di Lupo Solitario: Pugnale, Lancia, Mazza, Daga, Martello da Guerra, Spada, Ascia, Asta e Spadone. 
Le armi si troveranno nel mondo o si ruberanno ai cadaveri dei nemici. Il numero massimo di Armi che si può portare è due.

### Oggetti nello Zaino
Lo Zaino può contenere al massimo otto oggetti compresi i Pasti. Alcuni oggetti hanno un'utilità certa (pasti, pozioni magiche). Altri saranno utili in certe situazioni (chiavi).

### Oggetti Speciali
Non vanno nello Zaino e alcuni hanno un'utilità specifica altri sono falsi indizi che portano fuori strada.

### Denaro
Il denaro è espresso in Corone d'Oro , la moneta principale in queste zone del Magnamund. Si può portare un massimo di 50 Corone.

## Edizioni
- Joe Dever, Traversata infernale, traduzione di Judy Moss, Giulio Lughi, collana Librogame, Edizioni EL, 1985, ISBN 88-7068-095-9.
- Joe Dever, Traversata infernale, Lupo Solitario expanded, San Dorligo della Valle, Edizioni EL, 2008, ISBN 978-88-477-2219-4. Nuova edizione estesa